# Институт мониторинга мира и культурной толерантности в школьном образовании
Институт мониторинга мира и культурной толерантности в школьном образовании (англ. Institute for Monitoring Peace and Cultural Tolerance in School Education, IMPACT-se) — израильская неправительственная организация, занимающаяся мониторингом содержания учебных программ и учебников по всему миру, чтобы оценить их соответствие международным стандартам в области образования, включающим в себя мир, культурную толерантность и ненасилие.

## История
Организация была основана в 1998 году под названием «Центр мониторинга влияния мира» (англ. Center for Monitoring the Impact of Peace). В 2007 году организация сменила название на «Институт мониторинга мира и культурной толерантности в школьном образовании».

## Деятельность
Организация анализирует учебники, руководства для учителей и учебные программы со всего мира. IMPACT-se выпускает подробные доклады по Египту, Турции, Северной Америке, Израилю, Палестине, Сирии и Ирану. В этих докладах рассмотрен широкий круг вопросов, включающий в себя отношение к миру, толерантности, демократии и меньшинствам.

### Израиль
В 2017 году, изучив 93 учебника, используемые в израильских государственных школах для харедим с 1 по 12 классы, Институт пришёл к выводу, что их учебные программы продвигают замкнутое существование ультраортодоксальных евреев, противостоя современности и способствуя принятию других лишь в ограниченной и неравной мере. Отмечался недостаток упоминаний в учебниках о культуре ультраортодоксальных евреев-мизрахим и сефардов (выходцев из стран Ближнего Востока и Северной Африки), и зацикленность учебных материалов на опыте харедим-ашкеназов (выходцев из Восточной Европы). В изученных учебниках женщины изображаются как остающиеся на заднем плане и не обладающие расширенными полномочиями, однако, вместе с тем, подразумевается, что они должны зарабатывать средства к существованию для семьи. Отчёт отмечает негативное отношение в изученных материалах к реформистскому иудаизму как к попытке «создать альтернативную религию». Вместе с тем, согласно отчёту Института, в этих учебных программах ярко выражена приверженность мирному поведению, составляющая основу раввинистического иудаизма.

### Йемен
В 2021 году Институт провёл анализ учебников, по которым учатся школьники в районах Йемена, контролируемых хуситами, и пришли к выводу об их антисемитском и антиамериканском характере. Согласно отчёту IMPACT-se, авторы этих материалов представляют евреев как врагов ислама. В частности, после главы о джихаде учащимся предлагается ответить на вопрос: «На кого рассердился Аллах, а затем кого он проклял? Кому Аллах велел никогда не верить? Кого мы должны остерегаться и чьих уловок надо избегать?». Правильный ответ на этот вопрос, согласно исследованным учебникам — «евреи». Израиль при этом называется «раковой опухолью». В учебниках, даже по математике, часто встречается лозунг хуситов: «Смерть Америке! Смерть Израилю! Пусть будут прокляты евреи! Победа — за исламом!». Авторы школьных учебников также объясняют детям, что прямое или косвенное участие в джихаде против американцев является долгом каждого гражданина Йемена, а всякий, кто выступает за мирное решение конфликта — трус и предатель.

### Сирия
В 2018 году IMPACT-se изучил сирийские школьные учебники для учащихся с 1 по 12 классы, используемые на территории, контролируемой Башаром Асадом. Согласно результатам исследования, сирийским школьникам навязывается представление о России как об идеологическом и культурном союзнике. Слово «Израиль» в учебниках вообще не обнаружено — авторы прибегают к таким эвфемизмам, как «расистское образование» или «сионистское образование»; учебная программа характеризуется откровенными антисемитскими мотивами. В учебниках ничего не говорится о Холокосте, но сплошь и рядом упоминается «террористическое государство», которое, помимо прочего, «украло» у сирийцев Голанские высоты, из-за чего, по мнению авторов, все средства борьбы с Израилем хороши и законны, включая террор. Иран, несмотря на его постоянную поддержку правящего режима, представлен в большинстве учебников как ненадежный региональный конкурент, а контролируемая Ираном террористическая организация «Хезболла», воюющая на стороне режима Асада, вообще не упоминается.

### Палестинские территории

#### ПНА
Отчёт Института от сентября 2019 года по школьным учебникам Палестинской национальной администрации (ПНА) отметил их деградацию в части соблюдения стандартов ЮНЕСКО. Согласно оценке IMPACT-se, «насилие, мученичество и джихад систематически внедряются во все классы и предметы ещё более обширным и изощренным образом, охватывая весь спектр крайних националистических идей и исламистских идеологий, которые распространяются даже на преподавание математики и естественных наук, включая физику, химию и биологию. Возможность мира с Израилем отвергается. Легитимность любого исторического еврейского присутствия на территории сегодняшнего Израиля и Палестинской автономии или нынешнего еврейского присутствия в Израиле полностью отсутствует в учебной программе».
В 2023 году, изучив материалы школьных выпускных экзаменов, используемые министерством образования ПНА, Институт пришёл к выводу, что, исходя из выставленных в них приоритетов, непризнание Израиля и его права на существование, применение насилия против него, пропаганда джихада и мученичества занимают центральное место в палестинской учебной программе. Отчёт IMPACT-se отмечает формирование учебниками ПНА негативного отношения к евреям и отрицание их исторических связей с Иерусалимом, завуалированный призыв к уничтожению Израиля, а также использование антиамериканских изображений и риторики.

#### БАПОР
В 2023 году, проанализировав учебные материалы Ближневосточного агентства ООН для помощи палестинским беженцам и организации работ (БАПОР), разрабыватываемые им в дополнение к учебным программам ПНА, на примере выборки из 82 учителей и других сотрудников агентства, связанных с более чем 30 его школами, Институт констатировал, что БАПОР разрабатывает, контролирует, утверждает, печатает и распространяет контент, разжигающий ненависть. Так, нападение с зажигательной бомбой на гражданский автобус с евреями называлось «барбекью-вечеринкой»; пятиклассникам приводили как пример для подражания Далаль Аль-Муграби (возглавлявшую бойню на Прибрежном шоссе, в ходе которой было убито 38 израильских мирных жителей, включая 13 детей). Институт отметил нарушение при этом кодексов ООН, стандартов ЮНЕСКО и заявленной «политики абсолютной нетерпимости БАПОР к дискриминации или подстрекательству к ненависти и насилию в его школах, учебных материалах или в любой другой сфере его деятельности».

#### ХАМАС
Изучив 145 выпусков детского онлайн-журнала ХАМАС Al-Fateh за 2002—2009 годы, Институт отметил, что идеология, пропагандируемая группировкой детям, включает в себя резкую ненависть, презрение, делигитимизацию и демонизацию «другого» — Запада (особенно США и стран Европы), евреев, Израиля и сионизма, а также призыв к уничтожению Государства Израиль путём джихада и к созданию, в том числе на его месте, исламского государства. Журнал учил детей вооруженному джихаду, в особенности самоубийственного типа, принципиально отвергая компромисс и политическое решение, как и ранее заключенные палестино-израильские соглашения и обязательства, направленные на достижение мира. Институт констатировал: «самый экстремальный, циничный и тревожный аспект сайта — это повсеместное внушение молодому поколению культа мученичества, что помогает создать следующее поколение террористов-смертников <…> Такая доктрина и образовательный подход грубо нарушают международные образовательные стандарты, основанные на резолюциях ЮНЕСКО, и основные права детей, сформулированные в Международной конвенции о правах ребёнка, признающей в статье 6, что „каждый ребёнок имеет неотъемлемое право на жизнь“».

### Ирландия
В 2024 году Институт IMPACT-se провёл исследование учебников, используемых в средних школах Ирландии, на соответствие стандартам ЮНЕСКО по культурной толерантности, мирному сосуществованию и правам человека. Анализ выявил откровенно предвзятое отношение к Израилю и иудаизму, а также тривиализацию Холокоста. Согласно отчёту IMPACT-se, палестино-израильский конфликт в ирландских учебниках преподносится односторонне, с акцентом на обвинениях в адрес Израиля, без представления множественных точек зрения и исторического контекста. Учебники представляют «израильскую оккупацию» единственной причиной конфликта, что, по оценке IMPACT-se, игнорирует ряд аспектов, включая действия палестинских террористических группировок. В материалах часто используются эмоционально окрашенные термины, что может способствовать формированию негативного отношения к еврейскому государству. Отчёт также отмечает, что при описании исторических событий и современных политических вопросов отсутствуют сбалансированные сведения и альтернативные точки зрения, что противоречит рекомендациям ЮНЕСКО по объективности и нейтральности образовательных материалов.